# حنینا میزراهی
حنینا میزراحی (عبری:חנינא מזרחי) (۱۸۸۶ تا ۱۹۷۴) یک تاریخدان، معلم، مترجم و دانشمند و چهره سیاسی یهودی ایرانی بود که در اولین شورای نمایندگان در اولین حضور یهودیان در اورشلیم نقش داشت.

## زندگینامه
حنینا در سال ۱۸۸۶ میلادی در تهران متولد شد. او فرزند ربی حییم الیعزر میزراحی بود. در سال ۱۸۹۵ به اسرائیل مهاجرت کرد و در اورشلیم ساکن شد. او در شهر قدیمی اورشلیم به مدرسه رفت. او در مدارس اورشلیم به تدریس مشغول شد. او در تلمود تورا نیز به تدریس اشتغال داشت. او در سال‌های متمادی رئیس یهودیان ایرانی اسرائیل بود. او همچنین در شورای نمایندگان نیز بود. او کتاب‌ها و مقالات زیادی در مورد تاریخ ایرانیان یهودی نوشته است. او همچنین کتاب گلستان سعدی را به عبری ترجمه کرد.

### کتابها
- ایرانیان یهودی، چاپ تل اویو
- تاریخ یهودیان ایران، اورشلیم، ۱۹۶۶.